# Karl Schneidewin
Karl Schneidewin, född den 1 maj 1887 i Hameln, död den 31 januari 1964 i Köln, var en tysk jurist, son till teologen Max Schneidewin.
Schneidewin studerade under åren 1905 till 1908 rättsvetenskap vid universiteten i Freiburg, Berlin, München och Göttingen. År 1910 promoverades han för Victor Ehrenberg. Därefter kom han att ägna sig åt praktiskt utövande av juridiken på olika statliga befattningar. År 1951 kallades han till honorarprofessor vid universitetet i Köln och höll där föreläsningar över straff- och processrätt. Han var medutgivare av femte upplagan av Stengleins kommentar till tyska rikets straffrättsliga Nebengesetze (1928).